# Branded (Bonfire)
Branded è il dodicesimo album in studio del gruppo musicale tedesco Bonfire, pubblicato nel 2011.

## Tracce
1. Deadly Contradiction – 5:47
2. Just Follow the Rainbow – 3:50
3. Save Me – 5:19
4. Let It Grow – 5:13
5. Better Days – 7:10
6. Do or Die – 6:01
7. Close to the Edge – 4:51
8. Crazy – 4:25
9. Loser's Lane – 3:19
10. Hold Me Now – 5:43
11. I Need You (Private Version 2011) – 3:39
12. Rivers of Glory (Private Version 2011) – 4:20